# Sharleen Stratton
Sharleen Stratton (Australia, 9 de octubre de 1987) es una clavadista o saltadora de trampolín australiana especializada en trampolín de 3 metros, donde consiguió ser medallista de bronce mundial en 2007 en los saltos sincronizados.

## Carrera deportiva
En el Campeonato Mundial de Natación de 2007 celebrado en Melbourne (Australia) ganó la medalla de bronce en los saltos sincronizados desde el trampolín de 3 metros, con una puntuación de 313 puntos, tras las chinas (oro con 355 puntos) y las alemanas (plata con 318 puntos), siendo su pareja de saltos Briony Cole; cuatro años después, en el Campeonato Mundial de Natación de 2011 celebrado en Shanghái volvió a lograr el bronce en la misma prueba de saltos sincronizados.